# 압달라 코로나19 백신
압달라 코로나19 백신은 쿠바에서 개발한 코로나19 백신이며 현재 긴급사용승인 되었다. 이 백신의 뚜껑은 ●청록색이다.

## 예방률
예방률은 92.28%이다.

## 접종
이 백신은 3차까지 맞아야한다.